# Ligne 9 du métro de Francfort
Pour les articles homonymes, voir Ligne 9 et U9.
La ligne U9 fait partie du réseau du métro de Francfort. Elle relie Ginnheim à Nieder-Eschbach dans le nord de Francfort.
Elle fut inaugurée le 12 décembre 2010 et compte actuellement 12 stations pour une longueur de 10,3 km. La U9 est (au même titre que la ligne U8) la ligne la plus récente du métro de Francfort et, n'ayant pas de terminus au centre-ville, la première ligne non radiale du réseau.